# Tanypus clavatus
Tanypus clavatus är en tvåvingeart som beskrevs av Beck 1962. Tanypus clavatus ingår i släktet Tanypus och familjen fjädermyggor. Inga underarter finns listade i Catalogue of Life.